# Matacuni
Matacuni je rijeka u Venezueli. Pritoka je rijeke Padamo i pripada porječju rijeke Orinoco.